# Copris martinezi
Copris martinezi är en skalbaggsart som beskrevs av Matthews och Halffter 1968. Copris martinezi ingår i släktet Copris och familjen bladhorningar. Inga underarter finns listade i Catalogue of Life.